# Ruth Nielsen
Ruth Nielsen (født 7. juni 1946) er cand.jur., dr.jur. og professor i erhvervsret ved Juridisk Institut, Copenhagen Business School. 
Hendes primære forskningsinteresser er EU-ret, kontraktret, arbejdsret og retsteori.
Hun modtog i 2008 Mathildeprisen for et mangeårigt arbejde med kvinders juridiske og politiske rettigheder.